# Diego Lofino
Diego Lofino (Zúrich, Suiza, Ciudad del Vaticano) es un jugador de la Selección de fútbol de la Ciudad del Vaticano que se desempeña como defensor y juega en el club Sociedade Sportiva Vaticano.

## Selección
Al formar parte de la Guardia Suiza tiene derecho a solicitar la nacionalidad vaticana y ser parte del país.Debutó con su selección en el 2002 en el partido contra la Selección de fútbol de Monaco en el que el Vaticano ganó cómodamente con el resultado de 2-0. 

## Partidos con su selección
| Participantes                     | Fecha      | Resultado |
| --------------------------------- | ---------- | --------- |
| Vaticano-Monaco                   | 23/9/2006  | 2-0       |
| Vaticano-SV Dollmund              | ?/?/2006   | 5-1       |
| Vaticano-San Marino               | 8/5/2004   | 0-0       |
| Vaticano-Palestina                | 26/10/2010 | 9-1       |
| Vaticano-Borussia Mönchengladbach | ¿?/8/2014  | 8-1       |

## Otros defensores
- Francesco Bovi
- Diego Lofino

- Datos: Q18419544